# Thomas Klimann

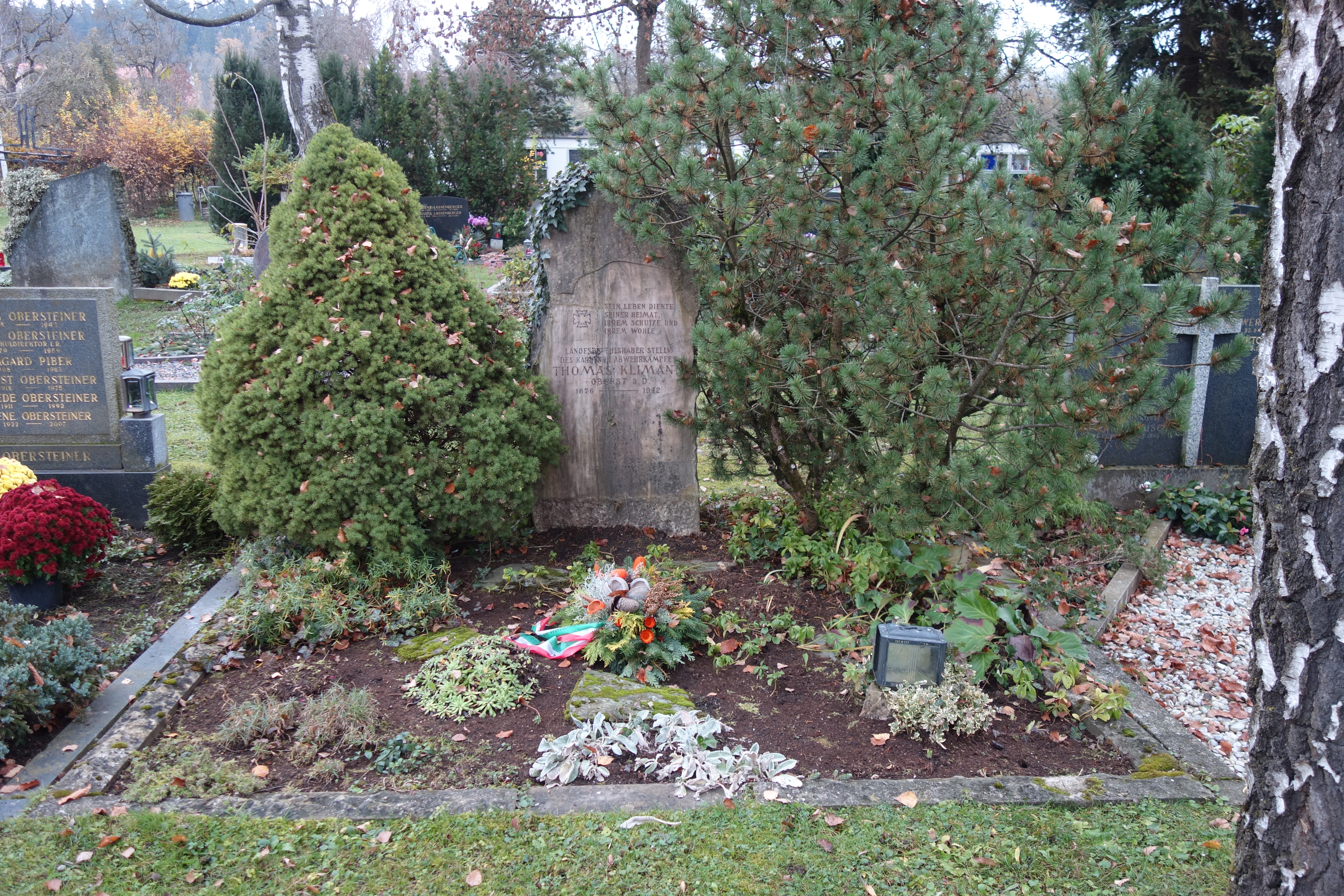
Grabstein von Thomas Klimann am Zentralfriedhof Annabichl in Klagenfurt

Thomas Klimann (* 6. September 1876 in Klagenfurt; † 25. Oktober 1942 ebenda) war ein österreichischer Soldat und Politiker (GDVP).

## Leben
Nach dem Besuch der Volksschule und des Gymnasiums trat Thomas Klimann 1894 als Einjährigfreiwilliger in die Gemeinsame Armee Österreich-Ungarns ein und wurde dort als Infanterist dem Regiment Nummer 17 zugeteilt. 1896 wurde Klimann Berufssoldat, wurde 1918 zum Major und 1922 zum Oberst befördert.
Im Kärntner Abwehrkampf, in dem er sich im Jahr 1919 engagierte, war Klimann als Kommandant Stellvertreter des Landesbefehlshabers, Arthur Lemisch. Auch war er einer der Organisatoren der Volksabstimmung 1920 in Kärnten, bei der knapp 60 Prozent der Wähler für den Verbleib der slowenischsprachigen Gebiete Kärntens bei Deutschösterreich votierten. In den 1920er Jahren war Klimann auch am Aufbau des Kärntner Heimatschutzverbands maßgeblich beteiligt.
Thomas Klimanns politischer Werdegang führte ihn im November 1923 als Abgeordneten seiner Partei, der GDVP, in den Nationalrat (II. und III. Gesetzgebungsperiode). Als Mitglied des Außenausschusses vertrat er Österreich auf verschiedenen Wirtschaftskonferenzen in Europa, kam jedoch auch bis nach Rio de Janeiro. Nach sieben Jahren als Nationalratsabgeordneter schied er im Oktober 1930 aus der ersten Parlamentskammer aus.
Nach zwei Jahren Pause zog Klimann im Februar 1932 als Bundesrat (IV. Gesetzgebungsperiode) in die zweite österreichische Parlamentskammer ein, in der er bis Mai 1934 tätig war. Am 18. Mai 1938 beantragte er die Aufnahme in die NSDAP und wurde rückwirkend zum 1. Mai desselben Jahres aufgenommen (Mitgliedsnummer 6.235.026).
Er starb 1942 im Alter von 66 Jahren. Sein Grab wird von der Stadt Klagenfurt erhalten und befindet sich am Friedhof Annabichl.